# (1139) Атами
(1139) Атами (Атами (яп. 熱海市 Атами-си)) — небольшой астероид, относящийся к группе астероидов пересекающих орбиту Марса и принадлежащий к светлому спектральному классу S. Он был открыт 1 декабря 1929 года японскими астрономами Окуро Оикава и Кадзуо Кубокава в обсерватории Токио и назван в честь японского города Атами.

Орбита астероида Атами и его положение в Солнечной системе
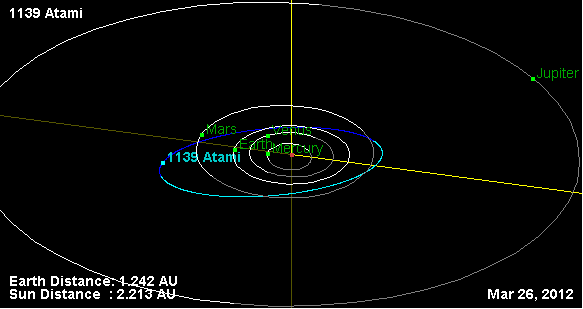
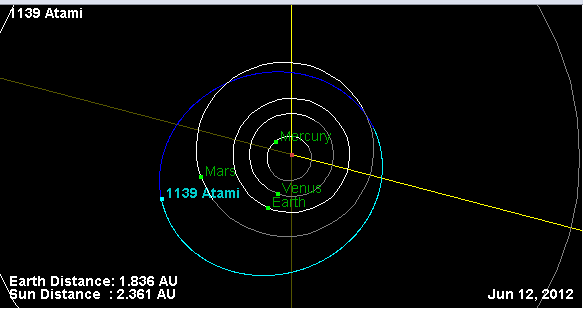

Проведённые в 2005 году в обсерватории Аресибо фото- и радиометрические наблюдения позволили обнаружить у этого астероида небольшой спутник, получивший временное обозначение  S/2005 (1139) 1. Спутник диаметром 5 км вращается вокруг главного тела по орбите с радиусом около 15 км. Как видно из этих данных астероиды имеют примерно одинаковые размеры и вращаются очень близко друг от друга вокруг общего центра масс, находящегося примерно на равном расстоянии от обоих объектов, что позволяет ЦМП рассматривать данные тела как тесную бинарную систему.